# McCormick & Company

Produtos da McCormick & Company expostos no varejo

McCormick & Company é uma empresa transnacional americana especializada na área de alimentos. É sediada em Sparks, no estado de Maryland.

## Marcas
Suas marcas incluem McCormick, Zatarain's, Lawry's, Old Bay Seasoning, French's, Frank's Red Hot, Mojave Foods, Cattleman's, Giotti, El Guapo, Gourmet Garden, Kitchen Basics, Margão, Aeroplane Jelly, entre outros.